# Helostoma temminckii
Helostoma temminckii Cuvier, 1829, conosciuto comunemente come gurami sbaciucchione, è un pesce tropicale d'acqua dolce, unico rappresentante del genere Helostoma, della famiglia monotipica  Helostomatidae.

## Etimologia
Il nome scientifico del genere deriva dall'unione delle parole greche elos, artiglio + stoma, bocca.

## Distribuzione e habitat
Questo pesce è originario della zona fra Thailandia e Indonesia. 

Il suo habitat naturale è rappresentato da acque dolci poco profonde, non molto agitate, e ricche di vegetazione.

## Descrizione

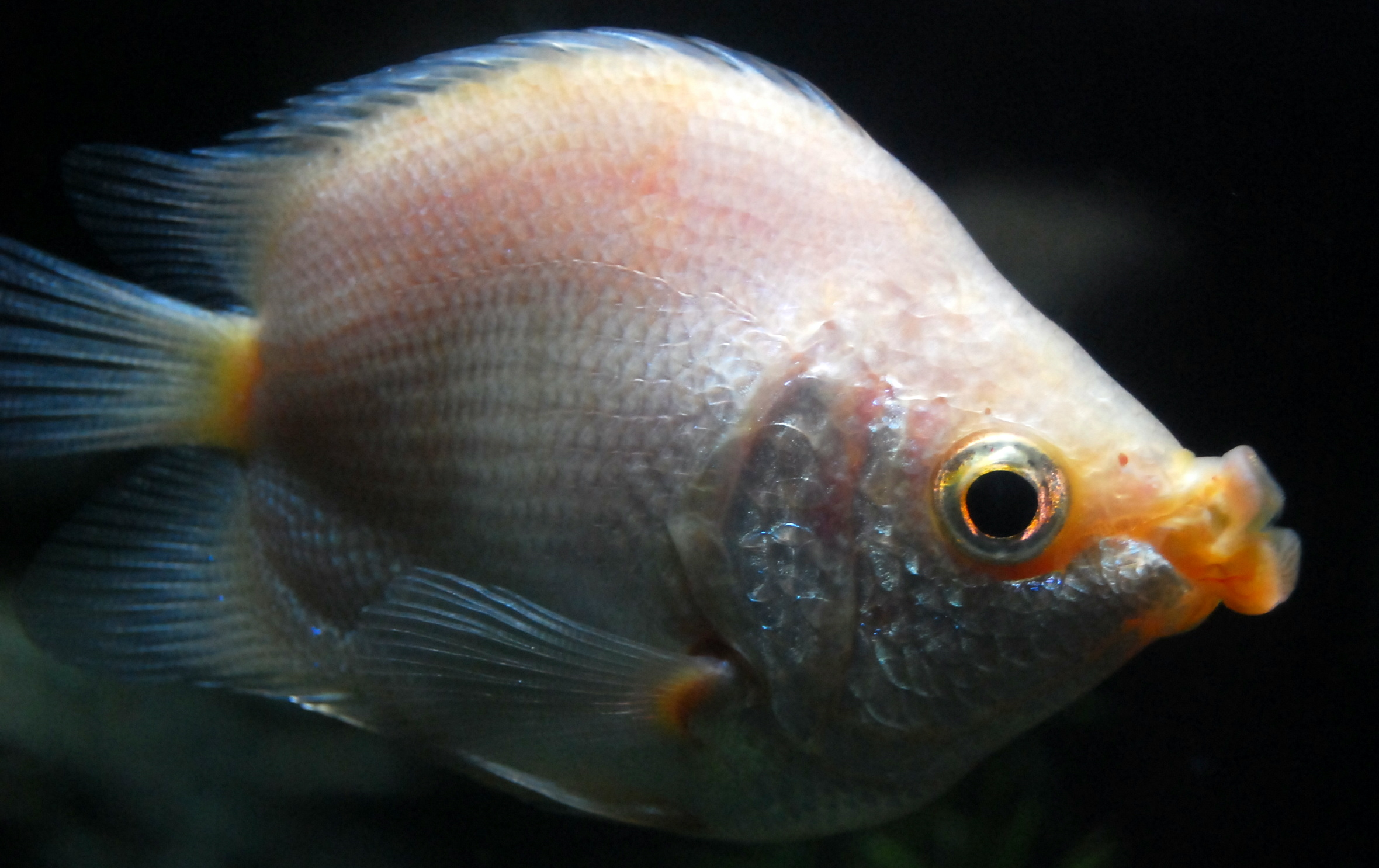
H. temminckii varietà Baloon

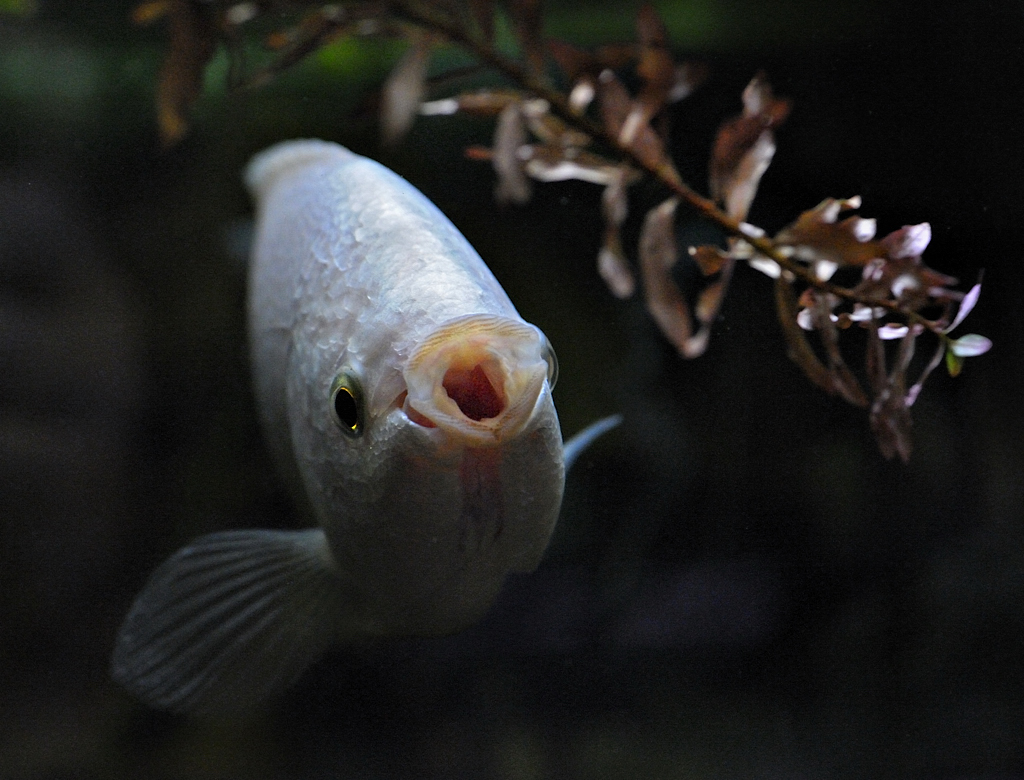
il "bacio", particolare della grande bocca

Il corpo è alto e molto compresso lateralmente. La lunga pinna dorsale (16-18 raggi spinosi, 13-16 morbidi) e l'anale (13-15 raggi spinosi, 17-19 morbidi) si equivalgono in lunghezza e delimitano il corpo. I raggi posteriori più morbidi di ciascuna pinna sono leggermente allungati e creano un margine sporgente, così come i raggi principali delle pinne pelviche giugulari. Le pinne pettorali sono larghe, arrotondate e rivolte verso il basso, e la pinna caudale è tondeggiante. La linea laterale è divisa in due parti, con la porzione posteriore che parte al di sotto del termine della anteriore, ed è percorsa per la sua lunghezza da un totale di 43-48 squame. 

La caratteristica più distintiva del pesce sbaciucchione è la sua bocca. Oltre ad essere terminale è altamente protrusibile, e le labbra sono fornite di denti cornei. I denti sono invece assenti dalla pre-mascella, dall'osso dentario, dal palatino e dalla faringe. Le lamelle branchiali sono ben sviluppate e numerose. Le scaglie visibili sul corpo sono ctenoidi, mentre quelle sulla cima della testa sono cicloidi. I gurami sbaciucchioni raggiungono una taglia massima di 30 cm, e non presentano un dimorfismo sessuale evidente, il che rende quasi impossibile distinguere i due sessi.

### Varietà
Si conoscono due possibili livree: verde, con strisce laterali nel verso della lunghezza e pinne marrone scuro opache, e rosa, più comune, con un colore variabile dal rosato all'arancione, squame argentate e pinne rosate trasparenti. La colorazione verde è originaria della Thailandia, mentre i pesci rosa provengono da Giava. Esiste anche una varietà "nana" o "Baloon", con corpo più piccolo e tondeggiante, derivante da una mutazione della versione rosa, ma è una mutazione creata dall'uomo, commercializzata per gli allevatori.

## Comportamento
Il nome comune deriva dall'abitudine che hanno i maschi territoriali di misurare la propria forza scontrandosi "bocca a bocca": sono dei veri e propri combattimenti, anche se la cultura popolare ha più semplicemente riassunto questo interessante comportamento con un bacio. 

Questi "baci" sono scambiati anche ad altri pesci e alle superfici che il pesce intende assaggiare per nutrirsi di alghe.

## Riproduzione
La riproduzione ha luogo da maggio ad ottobre e la maturità sessuale è raggiunta all'età di 12-18 mesi. I gurami sbaciucchioni sono ovipari e liberano le uova in acqua aperta; il corteggiamento è iniziato dalla femmina e si svolge solitamente sotto una copertura di vegetazione fluttuante. Le uova, che non sono custodite dagli adulti, sono sferiche, lisce e galleggianti. Lo sviluppo iniziale è rapido: le uova si schiudono dopo un giorno, e gli avannotti sono in grado di nuotare liberamente dopo due giorni. Helostoma temminckii è l'unico membro del sottordine Anabantoidei a non costruire un nido e non prendersi cura della prole.

## Alimentazione
L'alimentazione è onnivora, e costituita da alghe bentoniche, raschiate dalle pietre e dalle altre superfici attraverso la bocca dentata, piante acquatiche ed insetti catturati in superficie. Il gurami sbaciucchione è anche un filtratore, ed integra la propria dieta con plancton catturato attraverso le lamelle branchiali.

## Pesca
È allevato, nei paesi d'origine, per uso alimentare e mangiato in varie preparazioni.

## Acquariofilia
I gourami sbaciucchioni sono popolari fra gli acquariofili per il loro particolare "baciare" gli altri pesci, le piante e gli oggetti. Gli esemplari giovani necessitano di una vasca spaziosa per svilupparsi, e crescono rapidamente. Possono convivere con pesci di taglia simile, e gli esemplari maschi si scontrano occasionalmente fra loro scambiandosi “baci”, che non sono mai fatali.